# Xiaochengzi (ort i Kina, Hebei Sheng, lat 39,69, long 118,09)
Xiaochengzi (kinesiska: 小城子) är en ort i Kina. Den ligger i provinsen Hebei, i den norra delen av landet, omkring 150 kilometer öster om huvudstaden Peking. Antalet invånare är 631. Befolkningen består av 295 kvinnor och 336 män. Barn under 15 år utgör 11,0 %, vuxna 15-64 år 77 %, och äldre över 65 år 11,0 %.
Runt Xiaochengzi är det tätbefolkat, med 683 invånare per kvadratkilometer. Närmaste större samhälle är Tangshan, 10,2 km sydost om Xiaochengzi. Trakten runt Xiaochengzi består till största delen av jordbruksmark.
Genomsnittlig årsnederbörd är 846 millimeter. Den regnigaste månaden är augusti, med i genomsnitt 199 mm nederbörd, och den torraste är januari, med 2 mm nederbörd.